# Благородный театр Сан-Джакомо (Керкира)
Благородный театр Сан-Джакомо на Корфу (итал. Nobile Teatro di San Giacomo di Corfù) — театр в Керкире, ставший важнейшим центром греческой оперы в период с 1733 по 1893 год. Несмотря на свое провинциальное положение, он притягивал к себе итальянских музыкантов и композиторов, многие из которых стали постоянными жителями Корфу и внесли свой вклад в развитие местной музыкальной сцены. Театр сыграл ключевую роль в этом культурном взаимодействии, дав толчок развитию Ионической музыкальной школы. Творчество композитора Николаоса Мандзароса было плодом синергии между итальянскими и корфскими музыкальными традициями.

## История
Благородный театр Сан-Джакомо получил своё название по католическому собору на Корфу. Основанный в 1693 году, когда островом владела Венецианская республика, как место собраний венецианской знати Корфу, он был преобразован в театр в 1720 году и стал первым современным театром, созданным в Греции. Первоначально на его сцене ставились театральные пьесы, но в 1733 году там впервые была поставлена опера. Ей стала «Гиерон, тиран Сиракуз» композитора Аурелли. С того времени там постоянно проходили оперные представления, особенно в период с 1771 по 1892 год, когда здание театра было отдано под городскую ратушу.
Музыкальная традиция, заложенная этим театром, особенно важна для истории современной греческой музыки, поскольку она зародилась в то время, когда греческого государства ещё не существовало. В театре ставились оперы-буффа, постановки которых являлись менее сложными и, следовательно, более экономичными, нежели полноценные оперы-сериа. Музыканты и артисты театра были преимущественно из южной Италии.
Оперный театр работал даже во времена исторических потрясений, как, например, во время прибытия на остров французских войск в 1797 году. В 1799 году, во время русско-османской осады Корфу, в театре продолжали идти спектакли, даже когда иностранная оперная труппа не смогла покинуть остров из-за блокады. Выступления в такие сложные периоды использовались как средство пропаганды и для повышения морального духа населения.
Театр сумел привлечь к себе множество итальянских профессиональных музыкантов, прибывавших на Корфу в качестве преподавателей, а также композиторов и исполнителей. Это привело к тому, что местные жители стали ценить музыку, что, в свою очередь, привело к появлению первых профессиональных музыкантов из числа островитян. Спиридон Ксиндас, например, написал оперу «Кандидат в депутаты», которая стала первой оперой с либретто, написанной исключительно на греческом языке, и была поставлена на сцене театра в 1867 году.
Согласно преданию, про оперных исполнителей, имевших успех в этом театре, говорили, что им «аплодировали на Корфу» (applaudito in Corfú), что служило их высокой похвалой, а также являлось свидетельством разборчивого музыкального вкуса островной публики..
В 1902 году Муниципальный театр Корфу сменил Сан-Джакомо. Муниципальный театр и его исторические архивы, многие из которых принадлежали театру Сан-Джакомо, были уничтожены во время бомбардировки немецкими Люфтваффе в 1943 году.